# Perithous nigrigaster
Perithous nigrigaster är en stekelart som beskrevs av Constantineanu 1968. Perithous nigrigaster ingår i släktet Perithous och familjen brokparasitsteklar. Inga underarter finns listade i Catalogue of Life.